# Saint-Martin (pomme)
Saint-Martin est le nom d'un cultivar de pommier, destiné à la production de cidre.

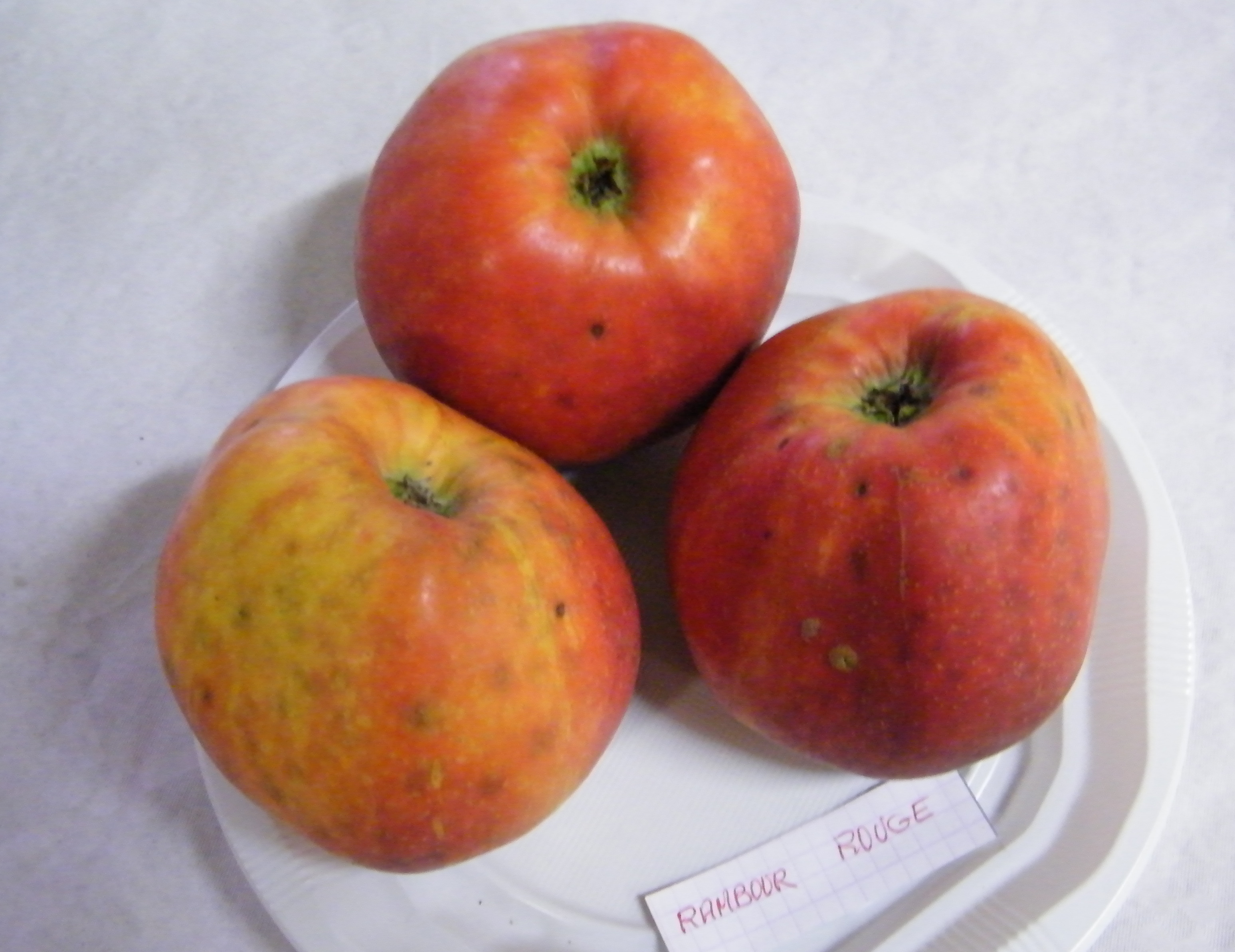
Saint-Martin.

## Origine
La variété est originaire du Pays d'Auge (Calvados et Eure).

## Description
Le fruit est plat, jaune lavé et vergeté de rouge sur moitié, pédoncule très court.
Il donne un excellent cidre fin en jus monovariétal, peu coloré.
- Usage: pomme à cidre

Variété classée douce-amère. Saint Martin : (2.27 / 30.09) 1055.

## Culture
- Saint-Martin est une bonne variété pollinisatrice pour Judeline, Jeanne Renard et Judella[3].